# Nomothète
Le nomothète (en grec ancien : νομοθέτης) est, dans la Grèce antique, un membre d'une commission athénienne qui vote les lois.

## Histoire
D'après Thucydide, les nomothètes ont été institués par le régime oligarchique de 411 av. J.-C. D’après les historiens modernes, qui s'appuient sur le corpus des discours de Démosthène, ils sont tirés au sort à raison de 500, 1000 ou 1500, parmi les 6000 qui ont prêté le serment des héliastes. Ils doivent se prononcer en un jour « par oui ou par non » sur les projets de loi émanant de l’assemblée des citoyens, et parfois à l'initiative d'un citoyen quelconque. Les nomothètes proposent l’abrogation ou la refonte de lois anciennes, inconciliables avec des lois plus récentes ; ils écoutent les avocats publics, appelés également « défenseurs des lois », élus par l'assemblée des citoyens, et dont la tâche consiste à défendre le maintien de l'ancienne loi. Le vote des nomothètes survient donc après un débat contradictoire avec égalité de temps de parole entre partisans et opposants au projet émanant de l'assemblée. Les débats prennent la forme d'une critique de la loi antérieure qu'il s'agit de réformer ou d'abroger. La disposition législative ainsi démocratiquement adoptée s’appelle en grec ancien δημοτικὸν νομοθέτημα. Socrate fut nomothète.  
Dans la Troisième Olynthienne (vers 348 av. J.-C.), Démosthène écrit : « Soit ! me dira-t-on, il faut secourir Olynthe ; mais comment ? Établissez des nomothètes, non certes pour créer de nouvelles lois, vous n'en avez que trop ; mais pour abolir celles qui vous nuisent. »